# Fernando Villavicencio
Fernando Alcibíades Villavicencio Valencia (Alausí, Chimborazo, 11 de octubre de 1963-Quito, 9 de agosto de 2023) fue un político y periodista ecuatoriano. 
Tras iniciar su carrera laboral en la empresa estatal Petroecuador, como dirigente sindical, ejerció como periodista en varios medios de comunicación del país, además de fungir como asesor político. En 2021, fue elegido asambleísta nacional de Ecuador, por la Alianza Honestidad, conformada por el Movimiento Concertación y el Partido Socialista Ecuatoriano; cargo que desempeñó hasta 2023. Fue candidato presidencial del Movimiento Construye en las elecciones extraordinarias de Ecuador de 2023, hasta su asesinato durante su campaña política, tras un mitin político en Quito, el 9 de agosto del 2023.

## Biografía
Nació el 11 de octubre de 1963, en la parroquia Sevilla, del cantón Alausí, Chimborazo. Hijo de Gloria Valencia.
Estudió Periodismo y Comunicación Social en la Universidad Cooperativa de Colombia.
Estaba casado con Verónica Sarauz, que conoció mientras trabajaba como asesor de Cléver Jiménez, en la Asamblea Nacional.

### Carrera profesional
Inició su incursión en la política obrando como uno de los fundadores de Pachakutik en 1995. En el ámbito profesional, ingresó en 1996 a Petroecuador como comunicador social, empresa en la que actuaría como líder sindical hasta 1999, cuando fue despedido por el Gobierno de Jamil Mahuad. Fruto de este irregular despido, Villavicencio cobró una doble liquidación: la primera por concepto de indemnización, por el monto de 448 942 886 sucres; la segunda por haberes, que totalizaron 462 499 396 sucres. Ambos montos equivalente a 26 408 y 27 205 dólares, respectivamente. Con dicho dinero, abrió junto con uno de sus hermanos la pizzería El Leñador.
Posteriormente, pasó a laborar como periodista en el diario El Universo y en la revista Vanguardia, a su vez, fue dirigente de la Coordinadora de Movimientos Sociales. Denunció a diferentes Gobiernos, entre los cuales estaba el de Gustavo Noboa, a quien acusó de haber entregado el campo petrolero Palo Azul a los hermanos Isaías. Fundó el portal Periodismo de Investigación, medio por el cual realizó diversas denuncias de diversa índole, principalmente sobre corrupción en el ámbito público, aunque dicho portal de investigación ha sido cuestionado debido a su imparcialidad y dudoso financiamiento. Posteriormente, se reveló que su modus operandi, consistía en extorsionar a las personas que iban a ser fruto de alguna de sus denuncias, si llegaban a un acuerdo económico, Villavicencio no publicaría nada respecto a aquella persona; esto lo habría hecho, incluso con narcotraficantes.
Fungió como asesor legislativo de su coideario, Cléver Jiménez, entre 2013 y 2014. Tras los acontecimientos sucedidos en el «30-S», Villavicencio, junto con Jiménez y Carlos Figueroa, acusaron al entonces presidente, Rafael Correa, de ser el principal responsable de los hechos de supuestamente haber ordenado la incursión armada en el Hospital de la Policía, durante la revuelta policial del 30 de septiembre del 2010. Su demanda fue desechada, ante lo cual Correa los demandó por difamación. Villavicencio, Jiménez y Figueroa fueron condenados a 18 meses de prisión y el pago de  47 000 dólares como indemnización. Viajó a Washington a pedir medidas cautelares contra su arresto a la Corte Interamericana de Derechos Humanos. Pero, al regresar al país, ya contaba con una orden de captura en su contra, por lo que se mantuvo prófugo de la Justicia ecuatoriana, oculto en la región amazónica, junto con Cléver Jiménez y Carlos Figueroa, hasta que prescribió su condena, en marzo de 2015.
Al negarse a pagar dicha indemnización, en agosto del 2016, Correa lo demandó por insolvencia; situación ante la que finalmente Villavicencio pagó aquel monto. Acercándose las elecciones de 2017, intentó ser candidato de la Alianza por el Cambio, integrada por CREO y SUMA. Pero el Consejo Nacional Electoral (CNE) se lo impidió tras la impugnación de Gustavo Baroja por su afiliación a Pachakutik. Llegados los resultados de las elecciones, huyó a Perú, donde solicitó asilo político, regresó en septiembre de 2017, reanudando su activismo, a la vez que afrontaba un juicio en su contra por espionaje, acusación de la que resultaría absuelto el 22 de febrero de 2018.
El 11 de julio de 2018, realizó una nueva denuncia que involucró a Julian Assange, al existir un supuesto uso de gastos especiales, por parte de la Secretaría de Inteligencia, para la seguridad de Assange, asilado en la embajada de Ecuador en Londres. A lo anterior, sumó una publicación sobre un supuesto pacto entre Assange y el Gobierno de Correa para impedir la revelación de documentos sobre corrupción de este Gobierno a cambio del asilo en la embajada.

## Carrera política

### Asambleísta
En las elecciones de 2021, fue elegido asambleísta nacional por la Alianza Honestidad, formada por el Movimiento Concertación y el Partido Socialista, asumiendo la presidencia de la Comisión de Fiscalización. En ese año participaría en la fundación del Movimiento Gente Buena.
En la madrugada del 3 de septiembre de 2022, fue víctima de un atentado, recibiendo su domicilio impacto de balas, ante lo cual recibió la solidaridad de un grupo de asambleístas. Actualmente está en etapa de investigaciones el atentado del que fue víctima.
Su presidencia de la Comisión de Fiscalización fue apelada el 18 de abril de 2023, durante el juicio político de Guillermo Lasso debido supuestamente a no respetar el debido proceso. Más tarde, durante la votación donde se definiría la procedencia de llevar al presidente a juicio, Villavicencio abandonó el pleno. El 17 de mayo de 2023, a tempranas horas de la mañana, el presidente Guillermo Lasso firmó el Decreto Ejecutivo 741, en el que activó el artículo 148 de la Constitución, denominado «muerte cruzada», disolviendo la Asamblea Nacional y convocando a elecciones presidenciales y legislativas extraordinarias.

### Candidato presidencial
Tras la activación de la muerte cruzada, Villavicencio fue el primero en anunciar su intención de participar como precandidato presidencial. El 19 de mayo del 2023, se anunciaba que se encontraba en conversaciones con el Movimiento Construye, para que el partido lo auspiciara. A inicios de junio, presentó como binomio a la ambientalista Andrea González. El 10 de junio, el binomio Villavicencio-González inscribió su aceptación de candidatura y, el 12 de junio, inscribieron su candidatura ante el CNE.
El 16 de junio, el CNE no dio paso a la inscripción de candidatura de Villavicencio debido a una falta de información. El 20 de junio, tras completar la información faltante, el CNE aprobó su candidatura.

## Asesinato
Fue asesinado con tres disparos en la cabeza durante su campaña presidencial el 9 de agosto de 2023 al salir de un mitin político que se desarrollaba al norte de la ciudad de Quito. Juan Zapata, ministro del Interior, confirmó la muerte del candidato. Una semana antes del magnicidio, Villavicencio había denunciado una serie de amenazas en su contra y de su equipo de trabajo, por parte de bandas criminales ligadas al narcotráfico.
Uno de los presuntos asesinos de Villavicencio, de nacionalidad colombiana, fue capturado en el lugar de los hechos, aunque fallecería mientras era trasladado a la Unidad de Flagrancia de la Fiscalía General del Estado, producto de las heridas de bala causadas en un enfrentamiento con la policía.La investigación sigue en curso.